# Comando da Paz
O Comando da Paz, também chamado Comissão da Paz (CP), foi uma organização criminosa surgida como gangue prisional em Salvador. Com a consolidação das diversas quadrilhas que agiam nos presídios do estado, entrou em declino durante algumas rachas internos e perdeu espaço no cenário do crime, a mesma possuia forte presença na Região Metropolitana da capital e em alguns interiores do estado da Bahia. Tinha como inimigo principal o Bonde do Maluco (BDM) a maior organização criminosa da Bahia atualmente que possuí aliança com o PCC e também os outros grupos titulados como a Tropa e suas ramificações, a Katiara (KT), Ordem e Progresso (OP).
Em 2020, o Comando Vermelho afim de aumentar sua influência, fez um acordo com o Comando da Paz, que foi dissolvido, passando a ser parte da facção carioca.